# 芝居
芝居（日语：芝居）藝術是日本戲劇藝術的起源，後來也用來代指演技。

## 起源
芝居一詞來自“芝生”（日语：（しばふ），指的是矮草坪。古時日本人辦酒席時會坐在草坪上，時至今日，日本人仍有席地而坐的習慣，春遊時會坐在草坪上賞花、進食、唱歌。
室町时代後，日本寺廟的正堂會舉辦猿樂或田樂、曲舞等文艺活动。爲了維護秩序及方便觀看，人們用柵欄將草坪圍起來，設置觀看席，民間就把這種觀看席叫做“芝居”。
俟江户时代起，作為演劇的一種的歌舞伎以及觀看席、劇場，均統稱為芝居，於是在劇場出演的演劇也就用芝居代稱了。再後來，芝居一詞也用來表示演员的演技，在現代應用較廣。

## 參看
- 地芝居（日语：地芝居）